# Саймон Кларк
Саймон Кларк (англ. Simon Clark, 20 квітня 1958, Донкастер, Англія) — англійський письменник, який працює переважно в жанрі горор.

## Кар'єра письменника
До того, як майбутній автор повністю присвятив себе письменницькій праці, Кларк змінив декілька професій: був збирачем суниці, укладальником товару в супермаркеті, клерком, сценаристом рекламних кліпів, писав тексти для групи «U2» і працював у місцевих органах влади. 
Письменницьку кар'єру Кларк розпочав у підлітковому віці. Підштовхнуло його до цього читання книг і журналів (у дитинстві Кларк читав по дві-три книжки на тиждень). Своє перше оповідання автор продав на радіо у віці 12 років, а в 1978 році відбулася перша книжкова публікація: з друку вийшло оповідання «Історія примари». Свої перші оповідання Кларк створював у жанрі наукової фантастики, а після того як з його роботами познайомився Карл Едвард Вагнер, за його порадою він перейшов працювати в жанр літератури жахів, хоча продовжує писати і фантастику. 
У своїх романах письменник надає великого значення правдоподібності описуваних подій, а також уникає описувати сцени битв звичайною зброєю. Дія роману «Кривава купіль» починається в Донкастері - там, де він живе. У романі «Загублені в часі» він ретельно пропрацював ідею використання автобуса як військової одиниці. Перед створенням «Вампіррових обрядів» письменник зняв будинок на болотах Північного Йоркшира і розгортав дію книги з «прив'язкою до місцевості». Особливим задоволенням для нього було знаходити протоки, дрібні струмки та озера і потім описувати їх у книзі. Але найбільшу роботу письменник виконав перед написанням «Ночі триффідів». Поштовхом до написання цієї книги послужив епізод з життя письменника. Одного разу, коли він їхав у поїзді, міжміський експрес зупинився через зіткнення з птахом. Його тоді вразило, що 40-грамовий птах може зупинити 200-тонний експрес. В очікуванні продовження поїздки Кларк зауважив, що його сусід читає «День триффідів» Віндема. «Вінд був зачарований тим, наскільки крихкою є наша цивілізація і як легко її зруйнувати, особливо яких-небудь еко-лихом». 
Коли Кларка запитують, звідки він бере ідеї для своїх книжок, письменник зізнається - з навколишньої дійсності. Наприклад, дочка Елен якось підказала йому, що непогано було б ховати мерців з мобільними телефонами - тоді їм завжди можна буде подзвонити. А коли на прогулянці його собака Сем впіймала і з'їла миш - письменник задумався: а як це - з'їсти живу мишу? 
Кларк був номінований на премію Брема Стокера за «Найкращий дебютний роман», на премію World Fantasy за «Найкраща новела» і «Британська премія фентезі». У 2001 році він виграв «Британську премію фентезі» за найкращу розповідь «Вогні великого міста гоблінів» і вищезазначений роман «Ніч триффідів».
В останні роки письменник активно знімає ролики до своїх книг та розміщує їх на відеоканалі. 

## Приватне життя
Одружений. Має двоє дітей - сина Алекса і доньку Елен. Разом з родиною письменник живе в Донкастері.

### Романи
- «Прикутий серцем» (1995) - премія Брема Стокера в номінації «Найкращий дебютний роман»
- «Кривава купіль» (1995)
- «Творець пітьми» (1996)
- «Цар Кров» (1997)
- «Вампірріка» (1998)
- «Падіння» (1998)
- «Древо Іуди» (1999)
- «Ніч триффідів» (2001) - Британська премія фентезі
- «Чужинець» (2002)
- «Вампіррови обряди» (2003)
- «У цій шкурі» (2004)
- «Вежа» (2005)
- «Лондон під північчю» (2006)
- «Володіння Смерті» (2006)
- «Сказ відгомонів» (2007)
- «Арка Люцифера» (2007)
- «Людина півночі» (2008)
- «Дитя відплати» (2009)
- «Примарне чудовисько» (2009)

### Оповідання
- «Доктор Хто: Фактор Далека» (2004)
- «Вона любить монстрів» (2006)
- «Поклик холодного каменю» (2008)

### Збірки
- «Кров і пісок» (1990)
- «Соляна змія» (1999)
- «Готель «Північ» (2005)
- «Опівнічний базар» (2007)